# Wieża telewizyjna w Dreźnie
Wieża telewizyjna w Dreźnie – wieża telewizyjna znajdująca się w Dreźnie, mierząca 252 metry wysokości. Powstała w 1969 roku. Jest drugim pod względem wysokości budynkiem w byłej NRD (po berlińskiej wieży telewizyjnej, która ma 368 metrów). Całkowita waga wieży wynosi 7300 ton.